# Greensleeves (Smith)
Greensleeves: A Symphonic Setting is een compositie voor harmonieorkest van de Amerikaanse componist Claude T. Smith. 
Het werk is opgenomen op langspeelplaat door de Central Missouri State University Concert Band.